# Franz Josef Hirt
Franz Josef Hirt (* 7. Februar 1899 in Luzern; † 20. Mai 1985 in Bern) war ein Schweizer Pianist.

## Leben
Ab 1930 leitete Hirt eine Konzertausbildungsklasse am Berner Konservatorium. Für seinen Einsatz für zeitgenössische französische Musik ehrte ihn die französische Regierung 1927 mit den Palmes académiques, 1948 mit dem Titel des Chevalier de la Légion d’honneur und 1957 mit dem Titel des Officier de la Légion d’honneur. Von Alfred Cortot wurde er an die École normale de musique de Paris berufen.

## Werke
- Meisterwerke des Klavierbaus. Urs Graf, Olten 1955.
- als Übersetzer: Grundbegriffe der Klaviertechnik. Von Alfred Cortot. Salabert, Paris 1959.